# Pablo Sebastián Portela
Pablo Sebastián Portela (* 21. Juni 1980 in Morón) ist ein ehemaliger argentinischer Handballspieler.

## Karriere

### Verein
Der 1,92 m große Kreisläufer spielte in seiner Heimat für Colegio Ward. 1999 wechselte er zum Club Atlético River Plate, mit dem er neunmal das Torneo Nacional, elfmal das Torneo Metropolitano und fünfmal das Súper 4 gewann. 2015 kehrte er zum Colegio Ward zurück. Nach zwei Jahren schloss er sich Universidad Nacional de Luján Handball an, wo er 2021 seine Laufbahn beendete.

### Nationalmannschaft
Mit der argentinischen Nationalmannschaft gewann Portela dreimal die Panamerikameisterschaft sowie einmal die Panamerikanischen Spiele.
Außerdem nahm er an den Olympischen Spielen 2012 und 2016 sowie den Weltmeisterschaften 2009, 2011, 2013, 2015 und 2017 teil.

### Erfolge
River Plate:
- 9 × Torneo Nacional
- 11 × Torneo Metropolitano
- 5 × Súper 4

Panamerikameisterschaften:
- Gold 2010, 2012, 2014
- Bronze 2016

Panamerikanische Spiele:
- Gold 2011
- Silber 2015

Südamerikaspiele:
- Silber 2010, 2014

## Privates
Sein jüngerer Bruder Adrián ist ebenfalls Handballnationalspieler. Gemeinsam nahmen sie an den Olympischen Spielen 2016 teil.